# عزلة بني غشيم (حجة)

تعديل مصدري - تعديل

عزلة بني غشيم هي إحدى عزل مديرية بني العوام في محافظة حجة اليمنية ويبلغ تعداد سكانها 2492 نسمة حسب التعداد السكاني في اليمن لعام 2004.